# Caravetti
Ademar Francisco Caravetti (ur. 4 lutego 1945 w São Paulo) – brazylijski piłkarz, występujący na pozycji lewego pomocnika.

## Kariera klubowa
Karierę piłkarską Caravetti rozpoczął w klubie SE Palmeiras w 1964 roku. W 1965 roku krótko występował w América São José do Rio Preto, by powrócić do Palmeiras. Z Palmeiras zdobył mistrzostwo stanu São Paulo – Campeonato Paulista w 1966 roku. W latach 1966–1967 ponownie występował w Américe São José, by ponownie powrócić do Palmeiras. W późniejszych latach występował jeszcze w Portuguesie Santista, Francanie oraz Guarani FC, w którym zakończył karierę w 1970 roku.

## Kariera reprezentacyjna
W 1964 roku Caravetti uczestniczył w Igrzyskach Olimpijskich w Tokio. Na turnieju Caravetti był podstawowym zawodnikiem i wystąpił we wszystkich trzech meczach grupowych reprezentacji Brazylii z Egiptem, Koreą Południową i Czechosłowacją.